# Triunfo del amor
Triunfo del amor è una telenovela messicana prodotta da Televisa e trasmessa dal 25 ottobre 2010 al 26 giugno 2011 sul Canal de las Estrellas.

## Trama
Victoria Gutiérrez de Sandoval è una donna potente, proprietaria di una grande azienda di moda e sposata con Osvaldo Sandoval, un famoso attore già padre di Maximiliano e che le ha dato una figlia, Fernanda. Nonostante tutto, però, Victoria è piena di risentimento per un evento che ha segnato il suo passato: anni addietro, quando era ancora una giovane proveniente da una famiglia umile, ottenne un lavoro come cameriera nella casa di Doña Bernarda de Iturbide, una vedova molto religiosa il cui figlio, Juan Pablo, stava per entrare in seminario. Victoria s'innamorò di lui, rimase incinta e, quando Doña Bernarda lo scoprì, la cacciò. Una serie di eventi successivi portarono alla scomparsa della figlia di Victoria, María, e la donna decise di diventare milionaria per riuscire a trovarla. Victoria ignora, però, che sua figlia sia María Desamparada, una modella cresciuta in orfanotrofio che lavora per lei e che tratta con disprezzo.

## Personaggi
- Victoria Gutiérrez de Sandoval, interpretata da Victoria Ruffo.
- María Desamparada Iturbide Gutiérrez, interpretata da Maite Perroni.
- Maximiliano "Max" Sandoval Montenegro, interpretato da William Levy.
- Doña Bernarda Montejo de Iturbide, interpretata da Daniela Romo.
- Osvaldo Sandoval, interpretato da Osvaldo Ríos.
- Padre Juan Pablo Iturbide Montejo, interpretato da Diego Olivera.
- Ximena De Alba, interpretata da Dominika Paleta.
- Antonieta Orozco, interpretata da Erika Buenfil.
- Guillermo Quintana, interpretato da Guillermo García Cantú.
- Dr. Heriberto Ríos Bernal, interpretato da César Évora.
- Leonela Montenegro, interpretata da Mónica Ayos.
- Alonso del Ángel, interpretato da Mark Tacher.
- Fernanda "Fer" Sandoval Gutiérrez, interpretata da Livia Brito.
- Milagros Robles de Martínez, interpretata da Carmen Salinas.
- Sor Clementina, interpretata da Alicia Rodríguez.
- Rodolfo Padilla, interpretato da Salvador Pineda.
- Napoleón Bravo "Don Napo", interpretato da Manuel Flaco Ibáñez.
- Cruz Robles Martínez, interpretato da Pablo Montero.
- Pipino Pichoni, interpretato da Miguel Pizarro.
- Roxana vda. de De Alba, interpretata da Úrsula Prats.
- Eva Grez, interpretata da Plar Pellicer.
- Tomasa Hernández, interpretata da Maricruz Nájera.
- Ofelia García, interpretata da Andrea García.
- Fabián Duarte, interpretato da Marco Méndez.
- Linda Sortini, interpretata da Dorismar.
- Nati Duval, interpretata da Susana Diazayas.
- Juan José Martínez "Juanjo", interpretato da Cuauhtémoc Blanco.
- Óscar, interpretato da Ricardo Kleinbaum.
- Fausto Candela, interpretato da Juan Carlos Franzoni.
- Padre Jerónimo, interpretato da Gustavo Rojo.
- Lucciano Ferreti, interpretato da Luis Manuel Ávila.
- Lucy, interpretata da Mimi Morales.
- Mamá Lulú, interpretata da Dacia González.
- Marcela de Ríos, interpretata da Lourdes Munguía.
- Lo scorpione, interpretato da Sergio Acosta.
- María Magdalena, interpretata da Mariana Ríos.
- Federico Padilla, interpretato da Mauricio García Muela.
- Pedro, interpretato da Archie Lafranco.
- Gonzalo Candela, interpretato da Arturo Carmona.
- Amanda, interpretata da Vilma Sotomayor.
- Cardinale, interpretato da Roberto D'Amico.
- Sor Rocío, interpretata da Thelma Dorantes.
- Norma, interpretata da Raquel Morell.
- Alma, interpretata da Rocío Sobrado.
- Doña Polly, interpretata da Rosita Bouchot.
- Doña Trini, interpretata da Vilma Traca.
- Don Joel, interpretato da Julio Vega.
- Domingo, interpretato da Radamés de Jesús.
- Maya, interpretata da Manola Diez.
- Chente, interpretato da Vicente Fernández Jr..
- Modello, interpretata da Ana Isabel Torre.
- Gaby, interpretato da Gaby Mellado.
- Joaquín, interpretato da Lenny de la Rosa.
- Micaela, interpretata da María del Carmen Duarte.
- Agustina, interpretata da Judith Gradilla.
- Felipe, interpretato da Eduardo Liñán.
- Celadora, interpretata da Renata Flores.
- Produttore, interpretato da Gustavo Negrete.
- Lorena, interpretata da Paulina de Labra.
- Terapista di Fernanda, interpretato da Rafael del Villar.
- Medico di Psichiatria, interpretato da Francisco Avendaño.
- Investigatore, interpretato da Arturo Muñoz.
- Allenatore di Max, interpretato da Pietro Vannucci.
- Doña Carmen, interpretata da Flora Fernández.
- Patricia, interpretata da Elena Carrasco
- Doña Bomba, interpretata da Dolores Salomón.
- Gregorio, interpretato da Alfredo Alfonso.
- Madre superiora, interpretata da Adriana Rojo.
- Helena Rojo, interpretata da se stessa.

## Colonna sonora
1. Tres palabras - Luis Miguel
2. A partir de hoy - Maite Perroni e Marco Di Mauro

## Premi e candidature

### TVyNovelas Awards 2012
| Categoria                              | Candidato                                        | Risultato       |
| -------------------------------------- | ------------------------------------------------ | --------------- |
| Miglior telenovela                     | Triunfo del amor                                 | Candidato/a     |
| Miglior attrice protagonista           | Maite Perroni                                    | Candidato/a     |
| Miglior antagonista femminile          | Daniela Romo                                     | Vincitore/trice |
| Miglior primo attore                   | César Évora                                      | Vincitore/trice |
| Miglior prima attrice                  | Carmen Salinas                                   | Candidato/a     |
| Miglior attore co-protagonista         | Mark Tacher                                      | Candidato/a     |
| Miglior giovane attrice protagonista   | Livia Brito                                      | Vincitore/trice |
| Miglior colonna sonora                 | A partir de hoy - Maite Perroni e Marco Di Mauro | Candidato/a     |
| Miglior storia originale o adattamento | Triunfo del amor                                 | Candidato/a     |

### Premios Juventud
| Categoria                   | Candidato                   | Risultato       |
| --------------------------- | --------------------------- | --------------- |
| ¡Esta buenísimo!            | William Levy                | Vincitore/trice |
| Chica que me quita el sueño | Maite Perroni               | Vincitore/trice |
| Miglior colonna sonora      | Tres palabras - Luis Miguel | Candidato/a     |

### Premios People en Español 2011
| Categoria                        | Candidato                    | Risultato       |
| -------------------------------- | ---------------------------- | --------------- |
| Miglior telenovela               | Triunfo del amor             | Candidato/a     |
| Miglior attrice                  | Maite Perroni                | Candidato/a     |
| Miglior attore                   | William Levy                 | Candidato/a     |
| Miglior attrice non protagonista | Victoria Ruffo               | Candidato/a     |
| Miglior cattivo                  | Daniela Romo                 | Candidato/a     |
| Miglior cattivo                  | Dominika Paleta              | Candidato/a     |
| Miglior coppia                   | Maite Perroni e William Levy | Vincitore/trice |

## Distribuzioni internazionali
| Paese               | Canale/i               | Prima TV                           | Titolo                                 |
| ------------------- | ---------------------- | ---------------------------------- | -------------------------------------- |
| Messico             | Canal de las Estrellas | 25 ottobre 2010 - 26 giugno 2011   | Triunfo del amor                       |
| Colombia            | RCN Televisión         |                                    | Triunfo del amor                       |
| Venezuela           | Venevisión             |                                    | Triunfo del amor                       |
| Perù                | América Televisión     | 23 novembre 2010 - 5 agosto 2011   | Triunfo del amor                       |
| Rep. Dominicana     | Telemicro              |                                    | Triunfo del amor                       |
| Panama              | Telemetro Canal 13     |                                    | Triunfo del amor                       |
| Serbia              | RTV Pink               | 18 gennaio - 30 settembre 2011     | Тријумф љубави - Trijumf ljubavi       |
| Serbia              | Pink 2                 |                                    | Тријумф љубави - Trijumf ljubavi       |
| Polonia             | TV4                    | 26 maggio 2011 - 15 marzo 2012     | Triumf miłości                         |
| Croazia             | Nova TV                | giugno - settembre 2011            | Pobjeda ljubavi                        |
| Ungheria            | Prizma TV              | 18 aprile 2011 - 12 marzo 2012     | Marichuy - A szerelem diadala          |
| Stati Uniti         | Univision              | 3 gennaio - 1º agosto 2011         | Triunfo del amor                       |
| Cile                | Mega                   | 2011                               | Triunfo del amor                       |
| Cile                | La Red                 | 2012-2013                          | Triunfo del amor                       |
| Cile                | TVN                    | 2013-2014                          | Triunfo del amor                       |
| Bolivia             | Red UNO                |                                    | Triunfo del amor                       |
| Montenegro          | Pink M                 |                                    |                                        |
| Paraguay            | LaTele                 |                                    | Triunfo del amor                       |
| Ecuador             | Gama TV                |                                    | Triunfo del amor                       |
| Lituania            | TV3                    | 15 settembre 2011 - 23 maggio 2012 | Meilės triumfas                        |
| Argentina           | Canal 9                | 26 marzo - 9 dicembre 2011         | Triunfo del amor                       |
| El Salvador         | TCS                    |                                    | Triunfo del amor                       |
| Guatemala           | Canal 3                |                                    | Triunfo del amor                       |
| Nicaragua           | Canal 10               |                                    | Triunfo del amor                       |
| Uruguay             | Monte Carlo TV         |                                    | Triunfo del amor                       |
| Porto Rico          | Univision Puerto Rico  |                                    | Triunfo del amor                       |
| Spagna              | Nova                   | 2012                               | Triunfo del amor                       |
| Angola              | Zap Novelas            |                                    | Triunfo do Amor                        |
| Mozambico           | Zap Novelas            |                                    | Triunfo do Amor                        |
| Romania             | Acasă                  | 9 settembre 2011 - 11 gennaio 2012 | Triumful Dragostei                     |
| Estonia             | TV3                    | 27 luglio 2011 - 26 marzo 2012     | Armastus Võidab                        |
| Estonia             | TV3                    | 25 marzo - 19 novembre 2013        | Armastus Võidab                        |
| Macedonia del Nord  | Sitel                  | 21 gennaio - 14 settembre 2012     | Триумф на љубовта - Triumf na ljubovta |
| Cipro               | ANT1 Cipro             | 17 ottobre 2011 - 22 giugno 2012   | Ο θρίαμβος της αγάπης                  |
| Grecia              | Makedonia TV           | 14 maggio 2012 - 22 gennaio 2013   | Ο θρίαμβος της αγάπης                  |
| Grecia              | Makedonia TV           | 4 febbraio - 7 ottobre 2013        | Ο θρίαμβος της αγάπης                  |
| Slovenia            | POP TV                 | 29 dicembre 2011 - 24 agosto 2012  | Zmagoslavje ljubezni                   |
| Emirati Arabi Uniti | Abu Dhabi Al Oula      | 26 gennaio - 9 luglio 2013         | إنتصار الحب - Intissar el hob          |
| Filippine           | Telenovela Channel     | 22 luglio 2013 - 21 marzo 2014     | Triumph of Love                        |
| Kazakistan          | El Arna                |                                    |                                        |
| Armenia             | Armenia TV             |                                    | Սիրո հաղթանակը                         |
| Indonesia           | Vision 2 Drama         | novembre 2013 - 2014               | Triumph of Love                        |
| Francia             | Outre-Mer 1ère         | 21 novembre 2013 - luglio 2014     | Le triomphe de l'amour                 |
| Francia             | IDF1                   | 3 dicembre 2013 - 28 maggio 2014   | Le triomphe de l'amour                 |
| Bulgaria            | Diema Family           | 16 dicembre 2014 -                 | Триумф на любовта                      |